# Albrecht Jung
Die Albrecht Jung GmbH & Co. KG ist eine deutsche Unternehmensgruppe für Elektroinstallationstechnik und Gebäudesystemtechnologie mit Sitz in Schalksmühle.

## Geschichte
Albrecht Jung erfand den Zugschalter mit einer 1/8 Drehung, ließ diese Erfindung wie mehrere weitere patentieren und gründete 1912 die gleichnamige Firma in Schalksmühle. Sein Schwiegersohn Ernst Paris stieg 1919 als Partner in das Unternehmen ein und übernahm den kaufmännischen Bereich. Im Jahr 1928 wurde in Schalksmühle eine zusätzliche Fabrik in der Bergstraße gebaut. In Lünen entstand im Jahr 1941 ein Zweitwerk.
In den 1960er Jahren übernahm Siegfried Jung, der Sohn des Gründers, die Leitung des Unternehmens. 1969 brachte die Firma mit der Serie LS 990 einen {\displaystyle 81\;{\text{mm}}\times 81\;{\text{mm}}} großen, quadratischen Lichtschalter  auf den Markt, der in diversen Ministerien, im Reichstagsgebäude und im Bundeskanzleramt verbaut wurde. Die Verwaltung und Fertigung in Schalksmühle zogen 1973 in die Volmestraße um.
Mit Harald Jung übernahm die dritte Familiengeneration 1993 die Geschäftsführung.
Im Jahr 2016 übernahm Albrecht Jung 24,99 Prozent der Anteile an der Schoplast Plastic GmbH in Bischofswerda.

## Unternehmensstruktur
Die Produktionsstandorte befinden sich in Schalksmühle und in Lünen. Mit 19 Tochtergesellschaften und rund 70 eigenständigen Vertriebs- und Partnerorganisationen ist Albrecht Jung weltweit vertreten. Im Ausland unterhält das Unternehmen Tochtergesellschaften insbesondere in Spanien, Österreich, Litauen, Frankreich, England, Singapur, China, Korea, Hongkong, Dubai, der Türkei und den USA. Der Umsatz beruht überwiegend auf den Geschäften auf dem deutschen Markt. Daneben sind die europäischen Exportgeschäfte in die Niederlande, Spanien, Österreich und den baltischen Staaten von besonderer Bedeutung für das Unternehmen.

## Produkte
Das Unternehmen stellt Schalter, Steckdosen, Dimmer, Wächter sowie Anlagen und Systeme für das Gebäudemanagement und zugehöriger Software her. Insgesamt stellte das Unternehmen in dem Geschäftsjahr 2021 ca. 28,5 Millionen Produkte her.

## Sponsoring im Sport
Seit 2016 ist die Albrecht Jung GmbH ein Sponsor der deutschen Männer-Nationalmannschaft und der Jugend-Nationalmannschaft im Handball. Zudem trat das Unternehmen im Jahr 2023 als Sponsor der Handball-Weltmeisterschaft der Männer auf.